# Gondo
Gondo (toponimo italiano e tedesco) è una frazione del comune svizzero di Zwischbergen, nel Canton Vallese (distretto di Briga), del quale è località principale e sede comunale.

## Geografia fisica
Gondo è posto lungo la strada del Sempione, collegamento tra Svizzera e Italia di fondamentale importanza, in quanto asse nord-sud europeo per i commerci. Si trova ad un'altitudine di 1.359 m e ha 78 abitanti.

## Storia
Il villaggio di Gondo è stato a lungo parte del territorio della città di Novara, finché nel 1291 il conte di Castello vendette i diritti di signoria al vescovo di Sion, Bonifacio de Challant.
La sua posizione privilegiata, lungo un'importante via di transito, ha permesso ad alcune famiglie locali e del vicino villaggio di Sempione di arricchirsi e di divenire influenti nella vita politica del Vallese. A Gondo transitavano storicamente sale, generi alimentari, metalli preziosi, lo stesso oro era estratto a Gondo, e mercanzie varie.
Il villaggio è stato colpito da una frana il 14 ottobre 2000, di 10.000 m3, che ha ucciso tredici persone e danneggiato anche la Torre Stockalper.

## Monumenti e luoghi d'interesse

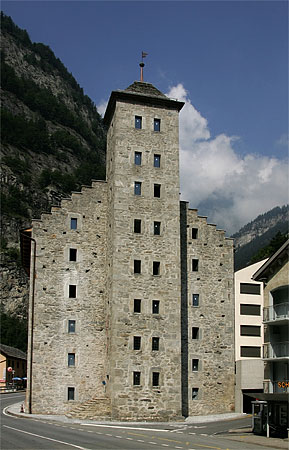
La Torre Stockalper

- Chiesa di San Marco, eretta nel 1495[2];
- Torre Stockalper, eretta nel 1650[2] da Kaspar Jodok von Stockalper; è situata in centro a Gondo, lungo la mulattiera Stockalperweg, voluta dallo stesso barone per collegare Briga con l'Italia.

## Amministrazione
Ogni famiglia originaria del luogo fa parte del cosiddetto comune patriziale e ha la responsabilità della manutenzione di ogni bene ricadente all'interno dei confini della frazione.